# Dorcadion piochardi
Dorcadion piochardi är en skalbaggsart. Dorcadion piochardi ingår i släktet Dorcadion och familjen långhorningar.

## Underarter
Arten delas in i följande underarter:
- D. p. piochardi
- D. p. ladikense